# 特派代表

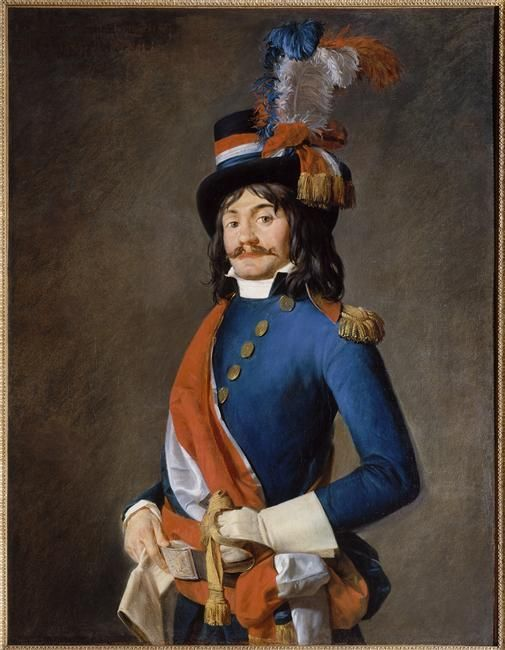
由雅克-路易·大卫所绘的特派代表，可能是让-巴蒂斯特·米约（收藏于法国大革命博物馆）

法国大革命时期，特派代表（法語：représentant en mission，發音：[ʁəpʁezɑ̃tɑ̃ ɑ̃ misjɔ̃]）是国民立法议会（1791-92年）及之后国民公会（1792-95年）的特使。该术语通常指国民公会指定的代表，他们有权监督征兵入伍，负责监督地方军事指挥及维护各省和军队的法律和秩序。当时法国正处于危机之中，不仅战争进展不顺利（彼时法国军队被赶出了比利时），而且旺代地区也出现了因征兵入伍而引起的叛乱和对《教士的公民组织法》的不满。

## 书目
- Roger Dupuy, Nouvelle histoire de la France contemporaine. Vol 2 : La République jacobine, Paris, Seuil, 2005, ISBN 2-02-039818-4
- Andrew Matthews, Revolution and Reaction: Europe 1789–1849, ISBN 0-521-56734-3.